# Talajművelés
Talajművelésnek nevezzük a talaj felső, rendszeresen művelt rétegének, szükség szerint mélyebb rétegeinek művelőeszközökkel végzett, fizikai állapotváltoztatását.

## A Pallas nagy lexikonában
„Talajművelés

mindazon munkák foglalatja, melyet a gazda a talajnak a kultúrnövények díszléséhez megkívántató tulajdonságok helyreállítása, növelése vagy fenntartása céljából végez. A talaj különböző nagyságú szemcsék keveréke, melyek egymással szorosabb vagy lazább összefüggésben vannak. A nem művelt talajban ezen szemcsék oly szorosan rakódottak egymásra, amint azt azok alakja, nagysága egyáltalában megengedi, a talaj tömődött struktúrájú; ezen struktúrát öltik fel lassanként a kultúrtalajok is, ha azok hosszabb időn át nem műveltetnek. Ennek ellentéte a porszerű struktúra, amelynél a szemcsék nagyon lazán függnek össze egymással. Sem az egyik, sem a másik nem jó a kultúrnövények termelésére, mert a tömődött talajban nem képesek a gyökerek kellőleg szétterjedni, a levegő nem tud a talajba hatolni, a porszerű struktúra pedig azért rossz, mert a növényeknek nincs elég szilárd állásuk, a talaj nem fogadhat magába elegendő vizet. A növényekre legmegfelelőbb struktúra a morzsalékos, melynél a szemcsék se nagyon tömődötten, se nagyon lazánk nincsenek összerakódva, a talaj elég légjárható, de vizet is eleget képes magába fogadni. A talaj ezen struktúrája nem maradandó, legtöbbször a tömődött, ritkábban a porszerű struktúrába megy át. A talajművelés egyik fő célja a morzsalékos struktúra előállítása és fenntartása. További célja a talaj más-más részeit hozni a felületre s így előmozdítani annak elmállását, növelni a felvehető tápanyagok mennyiségét, alátakarni a trágyát és tarlót, irtani a gyomot, előmozdítani a talaj beéredését. A talajművelés legtöbbször a talaj porhanyításában áll. A munkálatok legnagyobb része a vetés előtt végeztetik, csak kisebb része a tenyészet közben. Az összes talajművelési módokat a szerint csoportosíthatjuk, amint a talajt porhanyítjuk vagy összetömjük, az első csoportba tartozókat ismét amint a porhanyítással együtt fordítjuk is a talajt vagy nem. A talajművelés egyes nemei e szerint: 1. porhanyítás fordítással: ásás, szántás, töltögetés; 2. porhanyítás fordítás nélkül: grubberolás, extirpálás, gereblyélés, boronálás, kapálás; 3. talaj összetömése: hengerezés.”

## Modern technológiák: Változó mélységű talajművelés
A változó mélységű talajművelés ( Variable depth tillage (VDT)) a  precíziós gazdálkodás virtuális haszon  helyett a valós haszon szerzését szolgálja. A talajtömörödöttség szintje szerint (valós időben, vagy betöltött térképről „Offline” módban) változtatja a művelő eszköz mélységét, ez által csak a szükséges mértékig (mélységig) műveljük a talajt, kiaknázva a rendszer gazdasági és környezeti előnyeit.

## A talajművelés nevezetes magyar szakemberei
- Pethe Ferenc
- Kovács György
- Kerpely Kálmán
- Győrffy Béla
- Sporzon Pál